# Palazzo del Capitaniato

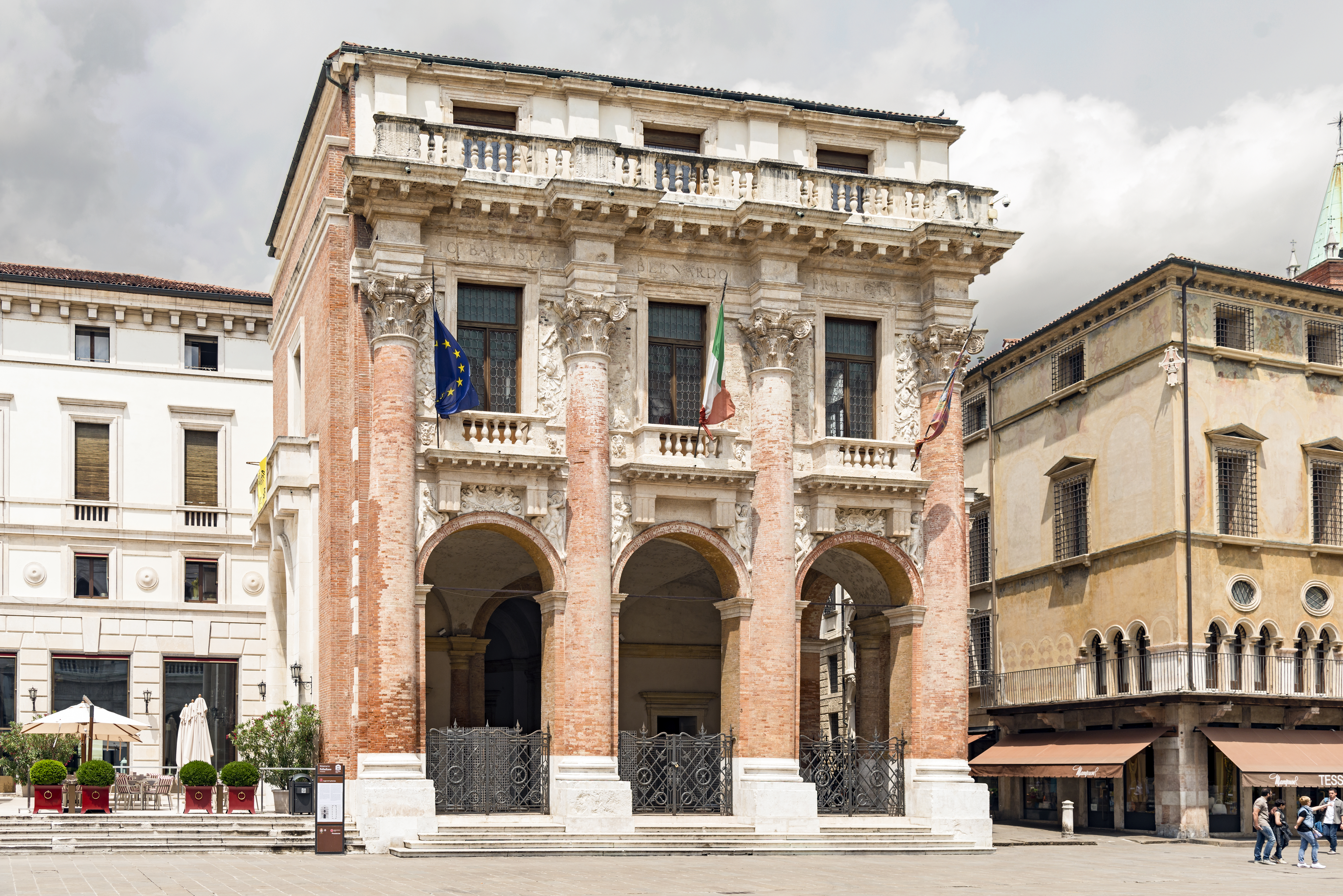
Fachada do Palazzo del Capitaniato.

| Imagem: Cidade de Vicenza e Villas de Palladio no Véneto | O Palazzo del Capitaniato está incluído no sítio "Cidade de Vicenza e Villas de Palladio no Véneto", Património Mundial da UNESCO. |  |

O Palazzo del Capitaniato, também conhecido como Loggia del Capitanio ou Loggia Bernarda, é um palácio de Andrea Palladio que se perfila na central Piazza dei Signori em Vicenza, em frente da Basilica Palladiana. Actualmemnte é sede do conselho comunal da cidade. Foi decorado por Lorenzo Rubini, e no interior as pinturas são de Giovanni Antonio Fasolo. O palácio foi projectado em 1565 e construído entre 1571 e 1572.
Desde 1994 está incluído, juntamente com as outras obras arquitectónicas de Palladio em Vicenza, na lista do Património da Humanidade da UNESCO como fazendo parte do sítio Cidade de Vicenza e Villas de Palladio no Véneto. Na catalogação dos bens culturais na Itália, este palácio é uma obra de arte que vem classificada nos tipos de bens imóveis como arquitectura de tipo A.

## História

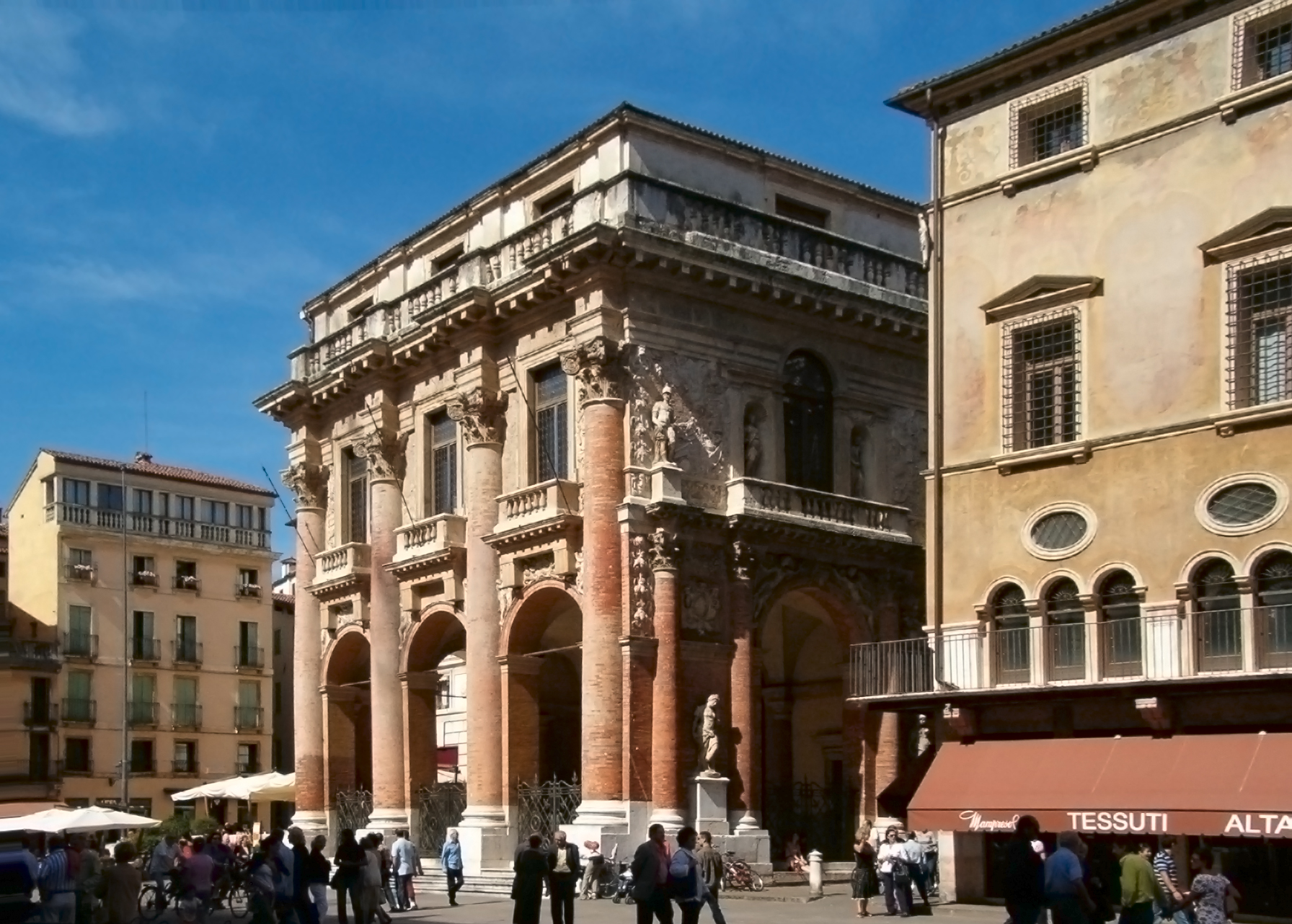
O Palazzo del Capitaniato visto da Piazza dei Signori.

Em 1565, a cidade de Vicenza solicita a Andrea Palladio que realize um palácio para o capitanio, o representante da República de Veneza na cidade, de quem o edifício toma o nome. O palácio devia substituir um preexistente edifício tardo-medieval, já destinado a residência do capitanio, que se perfilava na Piazza dei Signori. Deste modo, Palladio encontrou-se ocupado nas duas frentes da mesma praça, dado que o estaleiro da Basilica Palladiana, na qual o arquitecto vicentino trabalhava desde meados da década de 1540, ainda estava em curso.
Portanto, Palladio desafiou-se a si próprio, na mesma praça, por um período de vinte anos. No Palazzo del Capitaniato teve oportunidade de desfrutar os conhecimentos arquitectónicos e estilísticos entretanto adquiridos, atingindo em tal obra um dos expoentes máximos da sua própria carreira. O estilo do edifício foi aproximado ao do maneirismo por meio da vistosa separação entre frontaria e flanco, com resultados que não se encaixam no código classicista.
Como muitos outros palácios do arquitecto véneto, o edifício permanece parcialmente incompleto: os trabalhos foram encerrados em 1572, apesar do palácio não estar terminado, e foram realizados só três tramos, em vez dos cinco ou sete inicialmente previstos.
O lado onde o palácio devia ter sido continuado foi trazido à luz na década de 1930, quando foram abatidos alguns edifícios que ali lhe estavam adossados. Falou-se, então, em completar o palácio construindo as arcadas em falta, mas tal hipótese não teve seguimento. Para dar mais dignidade ao palácio, a fachada lateral sofreu, então, uma adaptação linear, segundo o estilo da época, com um arco que, no entanto, foi objecto de críticas.
Assim como a vizinha Basilica Palladiana, também o Palazzo del Capitaniato foi objecto de restauros (entre Março e Setembro de 2008) em coincidência com as celebrações dos 500 anos do nascimento de Andrea Palladio; a intervenção de restauro abrangeu a loggia e a fachada, as quais estiveram durante alguns meses completamente enerradas pelos andaimes.

## Descrição

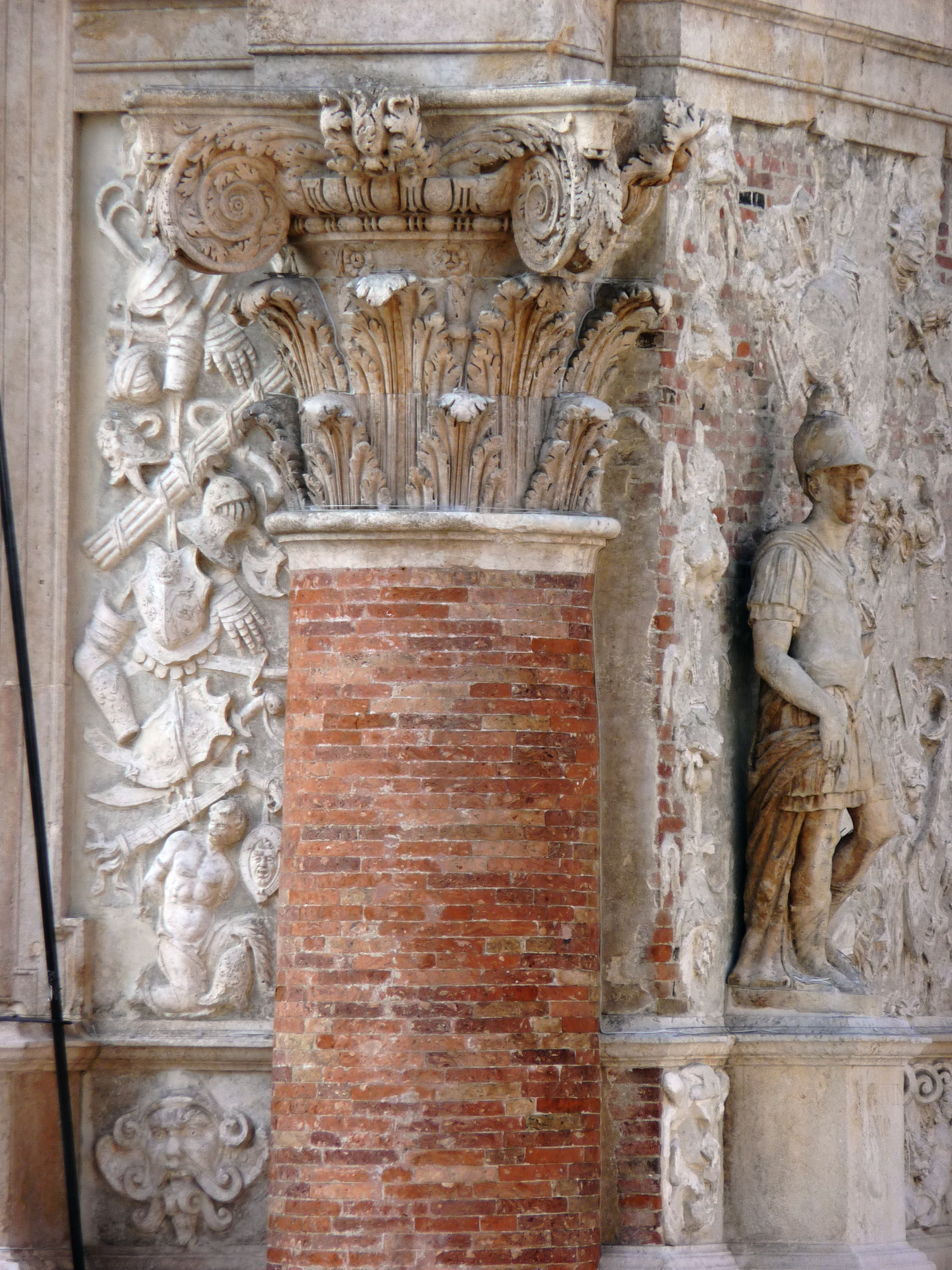
Detalhe da fachada com um capitel coríntio e as decorações em estuque.

O Palazzo del Capitaniato é baseado numa ordem compósita, gigante tanto em altura como em largura. No piso térreo existe uma grande loggia, coberta por amplas abóbadas, que suporta um andar nobre (piano nobile) dotado dum grande salão (a "sala Bernarda"). A fachada do palácio é alternada por quatro semicolunas gigantes, em tijolo de face à vista, e três grandes arcos. As decorações foram realizadas em pedra de Istria e sobretudo em estuques. As colunas foram pensadas por Palladio para serem recobrtas por um gesso branco, que é visível somente na base dos capiteis coríntios. Palladio decidiu, neste caso, jogar com o contraste utilizando tijolos vermelhos privados de reboco que se destacam tanto sobre o branco dos estuques, como sobre o branco da pedra da Basilica Palladiana que domina em frente.
Os arcos são encimados por balcões, que por sua vez suportam um ático avarandado. Os materiais que foram utilizados para este palácio - os tijolos com estuques e a pedra - criam uma original bicromia. Os três arcos imponentes do pórtico são apoiados por grandes colunas que que chegam até à balaustrada do ático. Na fachada principal, algumas decorações representam figuras relacionadas com a água, a simbolizar os rios. No entablamento do palácio pode ler-se a inscrição: "JO. BAPTISTAE BERNARDO PRAEFECTO", para recordar quem encomendou o palácio, ou seja, o capitanio Bernardo.

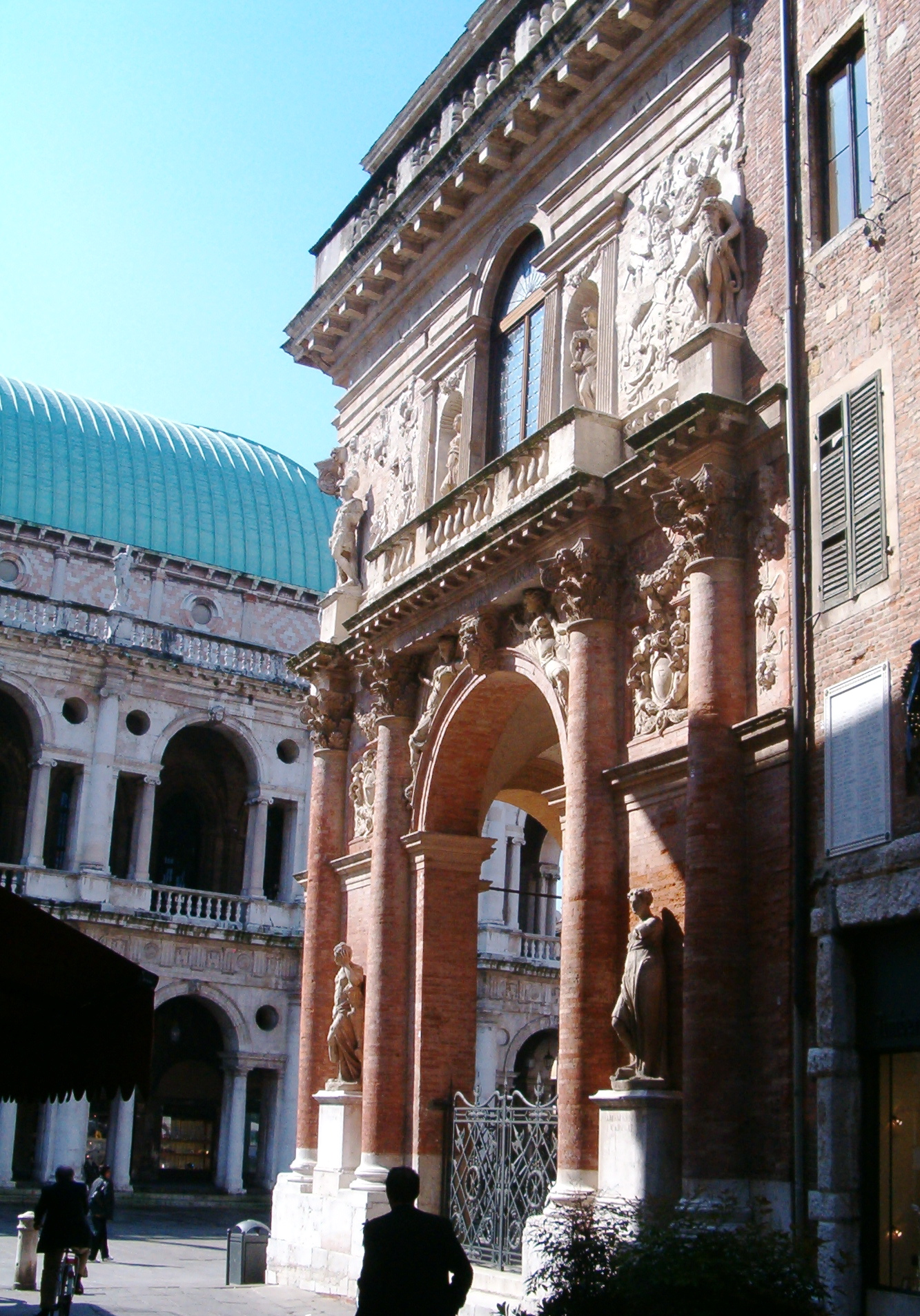
Fachada voltada para o Contrà Monte, com um tramo da Basilica Palladiana ao fundo.

A fachada voltada para o Contrà Monte, trabalhada sobre o modelo dos arcos de triunfo romanos, apresenta quatro semicolunas, mas mais baixas que aquelas da fachada principal, e é ornada por estuques em baixo relevo e duas estátuas alegóricas, colocadas no espaço entre as colunas, a recordar a vitória da frota hispano-veneziana contra os otomanos na Batalha de Lepanto (travada a 7 de Outubro de 1571), à qual se chegou, também, graças ao sacrifício de muitos vicentinos. Na base das estátuas podem ler-se duas frases em latim - "PALMAM GENUERE CARINAE" e "BELLI SECURA QUIESCO" - que sugerem o significado das estátuas: a primeira representaria a deusa da vitória naval e a segunda a deusa da paz. No piso superior do arco estão outras quatro estátuas: a primeira (a contar da praça) representa a "Virtude", a segunda, um pouco mais pequena que a primeira, representa a "Fé", a terceira representa a "Piedade" e por fim a quarta, tão grande como a primeira, representa a "Honra". A interpretação que foi dada a estes símbolos é unívoca: a virtude, a fé, a piedade e a honra obtêm a vitória e a paz; e se Veneza pôde prevalexer sobre os otomanos foi graças a estes valores.
A loggia no piso térreo, recintada por um alto gradeamento em ferro forjado, é um espaço harmonioso, caracterizado por nichos e colunas; hospeda algumas lápides em memória dos caídos na guerra.
O andar nobre (piano nobile) é ocupado pela Sala Bernarda, que é enriquecida por afrescos do século XVI provenientes duma das villas da família Da Porto. Actualmemnte, na Sala Bernarda reúne-se o conselho municipal (consiglio comunale) vicentino. Por ocasião das sessões do conselho, os políticos vicentinos entram pelo portão da loggia e não, como de costume, pela entrada do Corso Palladio.
No interior do Palazzo del Capitaniato, no seu piso nobre, estão nove pinturas seiscentistas de Giovanni Antonio Fasolo, as quais foram restauradas em 1961.

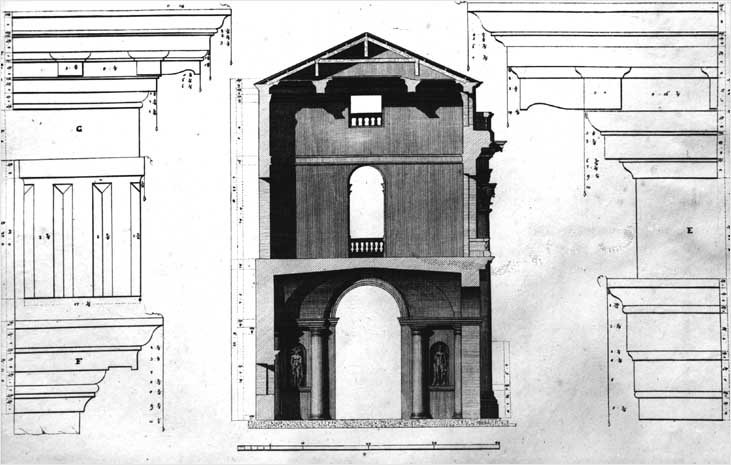
Secção do palácio por Ottavio Bertotti Scamozzi, 1776
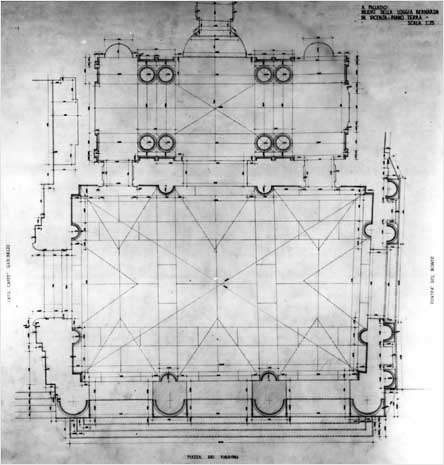
Planta do piso térreo por Pereswet-Soltan, 1969
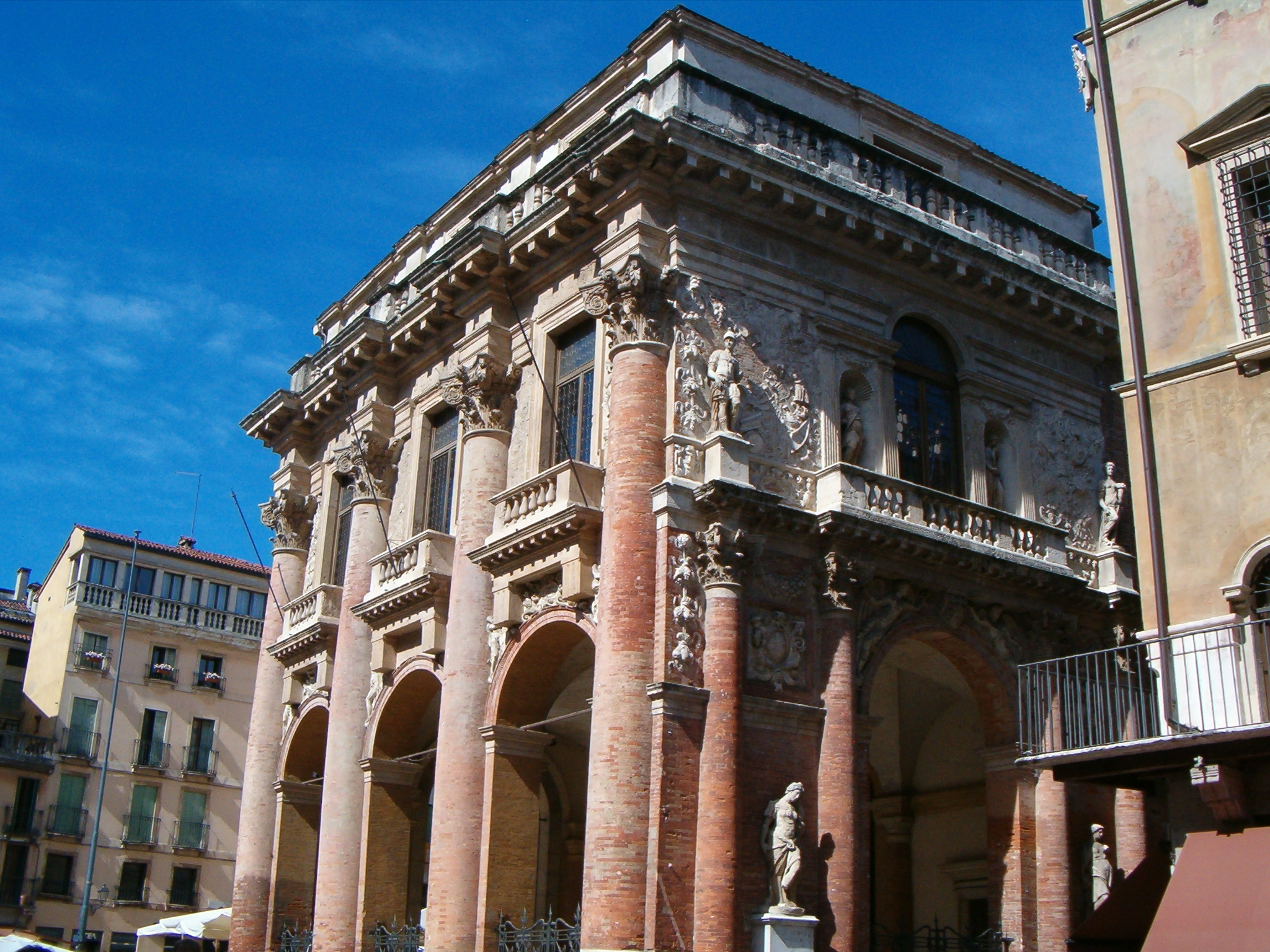
Vista lateral do palácio

## Curiosidade
O Palazzo del Capitaniato, com grande sucesso de público, hospedou por três dias a Copa do Mundo, entre 12 e 14 de Janeiro de 2007, vinte seis meses antes da copa nacional italiana, e Vicenza foi a primeira cidade da Itália a hospedar a Copa do Mundo em digressão.